# Rhaconotus haeselbarthi
Rhaconotus haeselbarthi är en stekelart som beskrevs av Sergey A. Belokobylskij 2004. Rhaconotus haeselbarthi ingår i släktet Rhaconotus och familjen bracksteklar. Inga underarter finns listade i Catalogue of Life.